# Scarabaeus interstitialis
Scarabaeus interstitialis là một loài bọ cánh cứng trong họ Bọ hung (Scarabaeidae).